# Юрженко Олександр Іванович
Олекса́ндр Іва́нович Ю́рженко (16 серпня 1910, Баратівка, Снігурівського району, Миколаївської області — 19 червня 1999, Київ) — фізико-хімік; завідувач лабораторії Всесоюзного науково-дослідного інституту синтетичного каучуку (ВНДІСК) ім. С. В. Лебедєва (1941—1945), проректор з учбової роботи Львівського державного університету ім. І. Франка (1957—1960), ректор Одеського державного університету (сьогодні — Одеський національний університет імені І. І. Мечникова) (1960—1970); доктор хімічних наук (1949); професор (1950); Орден Трудового Червоного Прапора (1961), Заслужений діяч науки УРСР (1965), лауреат премії ім. С. В. Лебедєва АН СРСР (1947), премія ЦК ВЛКСМ та Академії наук СРСР (1938).

## Біографія
О. І. Юрженко народився 16 серпня 1910 р.
Середню освіту здобув у Снігурівській школі. У 1928 р. хлопець вступає до Одеського сільськогосподарського інституту, мріючи вивчитись
на агронома. Рятуючись від голоду, на ІІІ курсі він переводиться на технологічний факультет Вологодського механіко-технологічного інституту, який закінчив в 1932 р. Там він здобув кваліфікацію інженера-технолога.
З 1932 по 1935 рр. О. І. Юрженко — директор маслозаводу радгоспу №48 у м. Каменську (Західний Сибір, січень - серпень), а потім -  аспірант кафедри колоїдної хімії Ленінградського державного університету. Відтоді він працював асистентом цієї ж кафедри.
У 1937 р.  захистив кандидатську дисертацію на тему «Изучение электрофореза в коллоидных системах» за спеціальністю «колоїдна хімія» на засіданні Вченої ради хімічного факультету Ленінградського державного університету. У тому ж році одержує науковий ступінь кандидата хімічних наук, а у 1939 р. йому присвоєно вчене звання доцент. Дослідники вказують, що він був аспірантом видатного радянського хіміка, членакореспондента АН СРСР, професора І.І. Жукова, який був учнем радянського хіміка Д.П. Коновалова, спеціаліста в галузі фізичної, органічної та технічної хімії, що проводив дослідження під керівництвом самого Д.І. Менделєєва.Тому Олександр Іванович Юрженко повноправно називав себе учнем школи Д.І. Менделєєва.
З початком Другої світової війни О. Юрженко продовжує наукові дослідження, його призначають завідувачем лабораторії фізичної хімії Ленінградського дослідного заводу синтетичного каучуку ім. акад. С.В. Лебедєва. За час війни вчений виконує роботи з дослідження синтезу каучуків, а також удосконалення технології емульсійної полімерізації. За розробку теорії емульсійної полімерізації у 1947 р. Президіум АН СРСР нагороджуєО. Юрженка премією імені акад. Лебедєва.
У 1945—1949 рр. — завідувач кафедри біохімії Львівського політехнічного інституту.
У 1949 р. захистив докторську дисертацію на тему «Исследование процесса полимеризации углеводородов в эмульсиях» за спеціальністю «фізична хімія» в Ленінградськом державном університеті (наук. кер. чл.-кор. АН СРСР проф. І. І. Жуков).
З 1949 р. — доктор хімічних наук, а з 1950 р. — професор. З 1950 р. працює завідувачем кафедри фізичної та колоїдної хімії Львівського державного університету ім. І. Франка, за сумісництвом завідувач кафедри загальної та фізколоїдної хімії Львівського медичного інституту (1949—1957). У 1957—1960 рр. — проректор з навчальної роботи.
У 1960 р. О. І. Юрженко переїжджає до Одеси, засновує та завідує (до 1970 р.) кафедрою фізико-хімії полімерів та колоїдів в Одеського університету.
З 1960 р. до 1970 р. — ректор Одеського державного університету імені І. І. Мечникова.
За роки його ректорства: було відкрито три нові факультети (юридичний, романо-германської філології, загальнонауковий); з'явилися нові кафедри та нові спеціальності (наприклад, правознавство, загальна геологія, морська геологія, біохімія, англійська, німецька, французька мови та ін.); кількість студентів досягла 12 тис.; вперше було відкрито 11 проблемних та науково-дослідних лабораторій, створено електронно-обчислювальний центр.
У 1970—1971 рр. — професор кафедри Одеського технологічного інституту ім. М. В. Ломоносова.
У 1971—1989 рр. — завідувач кафедри, професор Київського технологічного інституту легкої промисловості. Звідти пішов на пенсію на 80-му році життя.
Помер О. І. Юрженко 19 червня 1999 р. у Києві.

## Наукова діяльність
Наукові інтереси О. І. Юрженка були пов'язані з дослідженнями закономірностей полімеризації у дисперсних системах з метою пошуку найбільш ефективних ініціаторів та емульгаторів для промислового синтезу полімерів різних типів. Ним та його учнями встановлено механізм та топохімію утворення синтетичних латексів; розроблено теорію поверхневого ініціювання емульсійної полімеризації з локалізацією процесів у визначених зонах; запропоновано ефективні багатофункціональні пероксидні ініціатори для низькотемпературної полімеризації та співполімеризації ряду мономерів; вивчено закономірності емульсійної полімеризації зі застосуванням нових типів неіоногенних емульгаторів та запропоновано до застосування найбільш ефективні їх різновиди.
Наслідки досліджень опубліковані у понад 160 наукових статтях. Ним підготовлено 3 доктори та 23 кандидати наук.
За цінні наукові результати, викладені у дисертації та низці статей, вчений у 1938 р. отримує премію ЦК ВЛКСМ та Академії наук СРСР. За видатні заслуги в розвиток радянської науки, підготовку наукових працівників та спеціалістів для народного господарства й культури Президія Верховної Ради Української РСР присвоїла О. Юрженкові почесне звання Заслуженого діяча науки Української РСР (наказ № 156 від 14 травня 1965 р.).

## Наукові праці
- Механизм образования синтетических латексов / А. И. Юрженко// Журн. общ. химии. — 1947. — Т. 16, № 8. — С. 948—953.
- Влияние соотношения фаз на скорость полимеризации бутадиена 1,3 в эмульсиях / А. И. Юрженко // Уч. зап. ЛГУ. Сер. хим. наук. — 1952. — Вип. 3.
- Влияние солей ряда низших жирних кислот на эмульсионную полимеризацию / А. И. Юрженко, С. С. Иванчев // Докл. Акад. наук СССР. — 1958. — Т. 120, № 2. — С. 106—109.
- Термическая устойчивость и инициирующая активность диациальных перекисей перэфирных и фенилкарбоновых кислот / А. И. Юрженко, С. С. Иванчев, В. И. Галибей // Докл. Акад. наук СССР. — 1961. — Т. 140, № 6. — С. 248—252.
- Изучение мицеллообразования в водных растворах солей парафиновых кислот / А. И. Юрженко, Н. Я. Иванова, Р. В. Кучер // Коллоид. Журн. — 1962. — Т. 24, вып. 2. — С. 178—184.
- Изучение фотолитического разложения диацильных перекисей методом ЭПР / А. И. Юрженко, С. С. Иванчев // Докл. Акад. наук СССР. — 1966. — Т. 171, № 4. — С. 828—831.
- Стабилизация полимеризующихся эмульсий полиэлектролитными диспергаторами / А. И. Юрженко, И. Андор // Докл. Акад. наук СССР. — 1968. — Т. 181, № 3. — С. 782—784.
- Изучение перекисей ацилов методом ИК-спектроскопии / А. И. Юрженко, Ю. Н. Анисимов, С. С. Иванчев // Теор. и эксперим. химия. — 1969. — Т. 5, № 3. — С. 518—529.
- Скорость разложения гидроперекиси третичного бутила в водной среде / А. И. Юрженко // Укр. хим. журн. — 1974. — № 4.